# Skowhegan (hrabstwo Somerset)
Skowhegan – jednostka osadnicza w Stanach Zjednoczonych, w stanie Maine, w hrabstwie Somerset.